# Foramen zygomatico-facial
Le foramen zygomatico-facial (ou trou zygomato-orbitaire ou orifice orbitaire du canal temporo-malaire) est l'orifice de sortie du canalicule malaire une des deux branches de bifurcation du canal temporo-malaire.
Il est situé sur la face latérale de l'os zygomatique. Il permet le passage du nerf zygomatico-facial, branche du nerf zygomatique.